# Удска губа
У̀дската губа (на руски: У̀дская губа) е залив, тип губа, в най-западната част на Охотско море, край бреговете на Хабаровски край, Русия.
Вдава се навътре в сушата на 100 километра и ширина 85 км, дълбочина до 36 м. Бреговете му са слабо разчленени, предимно високи. В югоизточната му част е разположен остров Мечи. От ноември до юни е покрит с ледове. Приливите са неправилни полуденонощни с амплитуда до 7 м. В него се вливат множество реки, като най-големи са: Уда, Тором, Ал, Тил, Киран. В устието на Уда е разположено село Чумикан, районен център.